# Suối Dầu
Suối Dầu là một xã thuộc tỉnh Khánh Hòa, Việt Nam.

## Lịch sử
Ngày 16 tháng 6 năm 2025, Ủy ban Thường vụ Quốc hội ban hành Nghị quyết số 1667/NQ-UBTVQH15 về việc sắp xếp các đơn vị hành chính cấp xã của tỉnh Khánh Hòa năm 2025 (có hiệu lực từ ngày 16 tháng 6 năm 2025). Trong đó, hợp nhất các xã Cam Hòa, Cam Tân, Suối Tân thành xã Suối Dầu.

## Địa lý
Xã Suối Dầu có ranh giới với các xã, phường:
- Phía Bắc giáp các xã Suối Hiệp, Diên Khánh, Diên Thọ
- Phía Nam giáp xã Cam Hiệp
- Phía Đông giáp phường Nam Nha Trang và xã Cam Lâm
- Phía Tây giáp các xã Khánh Vĩnh và Khánh Sơn

Xã có diện tích 160,09 km², dân số năm 2025 là 24.185 người, mật độ dân số đạt 151 người/km².